# 新婚的一对
《新婚的一对》（De Nygifte）是挪威剧作家比约恩斯彻纳·比昂松的一部两幕话剧。该剧作于1865年，同年12月在克里斯蒂安尼亚剧院首演。1920年代介绍到中国，由茅盾译介。
该剧讲述乡村贵族女罗拉十分依赖父母，婚后依然与父母同住，引发了新婚丈夫阿克尔的不满。阿希望到城里去当律师，发展自己的事业，遭罗父母的反对。他们的婚姻于是陷入危机，阿克尔于是请求罗拉的女友麦昔尔德的帮助，麦曾经对阿产生过爱意。终于这对小夫妇搬到了城里，麦陪伴他们。麦将他们的新房子打扮得和罗拉乡间父母的房子一模一样，然而小夫妇的婚姻却陷入了停滞。罗对麦产生了嫉妒，而她与阿的感情最终被麦所唤醒。罗的父母要去外国旅行，临行前来探访女儿，在麦的经营下，一切十分融洽。老夫妇本来想带女儿同去，但最后麦成为了他们的陪伴者。
这部剧作是比昂逊手法较为新颖的一部短剧，罗拉、阿克尔和麦昔尔德分别代表了柔弱被动、固执自我和积极智慧三种人格。罗拉和阿克尔的爱情、麦昔尔德的女性主体意识是剧中的两条主线。麦昔尔德最后宣告：“我渴望去旅行……用光辉的景色来填满我的灵魂！”作者暗示她将第二次追寻爱情，她身上具有浪漫的女性主义色彩。这部话剧体现了比昂逊对待家庭、婚姻和女性的看法。